# 車匿
車匿（梵語：Chandaka、巴語：Channa、しゃのく、チャンダカ、チャンナ、音写：闡鐸迦、闡怒など、訳：楽欲）は、釈迦の弟子であり、釈迦国王室の使用人。
釈迦の弟子で、チャンナという同名の弟子は4名いたといわれる。釈迦が出家する際に、白馬・健陟（カンタカ）を牽引した馬丁チャンナと六群比丘の一人で悪行が多かったチャンナは共通の事説が多く、同一人物といわれる。
チャンナは釈迦と同じ日に生まれたという。釈迦仏が太子時の従僕であるがクシャトリア（王種）ともいわれる。シッダルタ太子（釈迦）がカピラ城をチャンナと共に出城し、東方の阿奴摩（アーマー）河にて剃髪し出家した。その際、チャンナに宝冠、衣帯、宝珠を渡し白馬カンタカを牽引して城へ帰さしめた。摩訶僧祇律では摩訶迦葉の後に続いて順に出家したとされるが、一般的には釈迦仏が故郷カピラ城へ帰った際に出家したといわれる。
チャンナは自分がクシャトリアであり、仏と最も親しい者であると思い込んでおり、しばしば悪口を働き、そのため悪性車匿（あくしょう・しゃのく）、あるいは悪口車匿（あっく・しゃのく）といわれた。舎利弗や目連に対しても嫉妬し悪口をいい、釈迦仏も幾度も彼に注意したが、その場では大人しいが、しばらくするとまた悪口を言うことを繰り返した。また戒律を犯しても認めようとせず、他の比丘衆からもよく駆遣呵責（くけんかしゃく＝厳しくその責を咎める）された。
釈迦仏の入滅直前に、阿難（アーナンダー）がチャンナをどう扱えばよいかと問うと、ブラフマ・ダンタ（黙擯＝だまってしりぞける、つまり無視する）の罪法を科した。アーナンダーは、それでもチャンナは気が荒く乱暴者であるから、そのばあいはどうすればよいか再度訊ねると、仏は大勢の比丘を率いていけばよいと答えた。しかして釈迦仏が入滅した後に、アーナンダーは500人の比丘を連れてコーサンビーのゴーシタ苑に彼を呼び出し、仏から伝えられた罪を申し渡した。彼はそれを聞き、気絶して倒れたが、それを機に心を入れ替え修行に励んだ結果、ついに阿羅漢果を得て、後に無余涅槃に入ったといわれる。